# مارك ويبر (ممثل)
مارك ويبر (بالإنجليزية: Mark Webber)‏ هو كاتب سيناريو ومخرج وممثل أمريكي، ولد في 19 يوليو 1980 بمنيابولس في الولايات المتحدة.

## أعمال

### أفلام
- (2005) أزهار مكسورة[4]
- (2010) سكوت بيلجرام يواجه العالم[5]
- (2014) 13 خطيئة[6]
- (2014) جيسيبيل[7]
- (2015) الغرفة الخضراء[8]
- (2018) لا تقلقوا، هو لن يذهب بعيدا سيرا على الأقدام[9]

## وصلات خارجية
- مارك ويبر على موقع IMDb (الإنجليزية)
- مارك ويبر على موقع ألو سيني (الفرنسية)
- مارك ويبر على موقع ميوزك برينز (الإنجليزية)
- مارك ويبر على موقع أول موفي (الإنجليزية)
- مارك ويبر على موقع قاعدة بيانات الأفلام السويدية (السويدية)
- مارك ويبر على موقع إن إن دي بي (الإنجليزية)
- مارك ويبر على موقع قاعدة بيانات الفيلم (الإنجليزية)
- مارك ويبر على موقع كينوبويسك (الروسية)